# Лиговский проспект
Ли́говский проспект — одна из основных магистралей Санкт-Петербурга. Пролегает от улицы Некрасова до площади Московские Ворота. Длина — 6 км.

## История и достопримечательности
Ещё до возникновения города по направлению проспекта к поселениям в дельте Невы проходила старинная Новгородская дорога. В 1718—1725 годах вдоль дороги по проекту Г. Г. Скорнякова-Писарева проложен Лиговский канал для питания фонтанов Летнего сада от речки Лиги (отсюда название канала и проспекта), вытекающей из озера в районе Дудергофских высот и текшей через Лигово. После наводнения 1777 года фонтаны были разрушены и канал за ненадобностью начал постепенно засыпаться.
В XVIII—XIX веках в районе проспекта находились извозчичьи дворы, питейные дома, чайные и другие заведения, создававшие плохую репутацию этой части города.
С 1739 года улица называлась Московской, затем Набережной Лиговского канала. В 1892 году появляется название Лиговская улица. С 1952 года улица носит название Сталинградский проспект, с 1956 — современное название.
В 1848—1851 годах сооружена Крестовоздвиженская церковь (с 2000 года собор), в 1861—1866 — греческая посольская церковь Димитрия Солунского (архитектор Р. И. Кузьмин при участии Ф. Б. Нагеля, Лиговский проспект, дом 6 — Греческая площадь). Церковь была снесена в 1962 году для постройки концертного зала «Октябрьский».
В 1869 году была построена Детская больница принца Ольденбургского (архитектор Ц. А. Кавос), ныне Больница Раухфуса (дом 8), в 1870—1871 — Евангелическая больница, ныне Фтизиопульмонологический институт (дома 2—4). Корпус 1895 года возведён по проекту Б. Е. Фурмана.
Лиговский проспект, 29, правая часть — доходный дом, построенный в 1886 году по проекту Ф. Б. Нагеля.
Между домами 62 и 64 расположен Сангальский сад (официальное название с 1920-х годов — Сад имени Фрунзе).  Объект культурного наследия № 7810550003
. Его название происходит от фамилии владельца расположенного там особняка Петербургского предпринимателя немецкого происхождения XIX века Франца Карловича Сан-Галли.

### Примечательные здания и сооружения
- № 1 (улица Некрасова, 43) — гимназия Я. Г. Гуревича (дом Артиллерийского ведомства), здание построено в 1 трети XIX века, перестроено в 1875 году (архитекторы А. Д. Шиллинг, В. И. Токарев).  781711301200005
- № 2—4 — Здание НИИ фтизиопульмонологии, бывш. Евангелическая женская больница с кирхой Христа-Спасителя. Построена в 1869—1871 годах в стиле неоготика, архитекторы: Р. Б. Бернгард, О. Г. фон Гиппиус. Двусветная церковь находилась в центре второго этажа главного здания и была освящена в 1874 году. Бедные больные всех сословий и вероисповеданий принимались бесплатно, здесь находились: детский больничный приют, школа, убежище для престарелых гувернанток и приют Св. Магдалины для раскаявшихся проституток. Церковью пользовались, кроме больных и персонала, также окрестные жители — лютеране. Сейчас в главном зале кирхи располагается конференц-зал Фтизиопульмонологического института.  781720744500005
- № 8 — детская больница принца П. Г. Ольденбургского, 1860-е — 1890-е. Главное здание было построено в 1866—1869 по проекту архитектора Ц. А. Кавоса.  7830778000
- № 9 — Доходный дом на пересечении с Ковенским переулком (1879—1880, архитектор Христиан Тацки).
- № 30 — ТРЦ «Галерея».
- № 35 — доходный дом (1897—1898, архитектор О. Л. Игнатович).
- № 43—45 — здание гостиницы В. Е. Пестрикова «Метрополитен» («Знаменская»), 1902, гражданский инженер Г. С. Гаврилов, 1913, гражданский инженер В. М. Орлов; региональный памятник культуры[4].  7830781000
- № 44 — Дом Перцова — доходный дом (1910—1911, архитекторы С. П. Галензовский, И. А. Претро).  781610418740005
- Два здания на Лиговском проспекте были созданы по проектам архитектора и инженера Д. Д. Соколова. Это построенный в 1870-х годах причтовый дом Знаменской церкви (Лиговский, 39), ставший важным элементом ансамбля площади Восстания и собственный дом Соколова (Лиговский, 61 — 1882—1883). Несмотря на протесты общественности, в середине ноября 2007 года дом был снесён.
- № 47 — Доходный дом Ф. И. Коровина (1877—1878, архитектор А. В. Иванов). Коровин был мануфактурщиком и купцом 1-й гильдии, попечителем Александровского приюта и благотворительного общества при приходе Знаменской церкви. Построенный по проекту Иванова доходный дом был сдан в 1878 году, среди известных его жильцов был доктор В. Н. Гречанинов, на первом этаже располагалась редакция иллюстрированного художественного журнала «Мир» под руководством В. Л. Богушевского[5]. С начала 1990-х годов во дворе этого дома расположен рок-магазин «Castle Rock», торгующий товарами для рокеров и металлистов и являющийся культовым местом питерских рокеров и металлистов. Помимо торговли, в нём также периодически проводятся автограф-сессии с известными отечественными и зарубежными рок-звёздами[6][7]. Во дворе здания летом 2020 года был создан стрит-арт портрет вокалиста The Prodigy Кита Флинта. Уже в мае 2021-го картину закрасили работники коммунальных служб, сославшись на анонимную жалобу местного жителя[8].  7830782000
- № 49 — дом И. Англареса (Коровиной), 1840, архитектор А. С. Андреев, перестроен в 1877 году архитектором В. А. Пруссаковым.  7830783000
- № 50 — Кокоревские склады
- № 53 — дом меблированных комнат А. И. Андреевой, архитектор М. Л. Крицкий, 1911.  7830784000
- № 57 / Лиговский переулок, 3, левая часть — доходный дом. Перестройка 1840 года осуществлялась по проекту В. Е. Моргана.
- № 58 — Жилой дом при заводе Ф. К. Сан-Галли, архитектор К. К. Рахау, 1875[9].  7830788000
- № 60—62, литеры А, Б, Д, Е, дом 64—66 — Чугунолитейный и механический завод Ф. К. Сан-Галли, 1869—1872, 1870-е, архитекторы К. К. Рахау, И. И. Горностаев[10].  781620565100005 В расположенном на территории бывшего завода саду Сан-Галли находится скульптурная группа с фонтаном «Рождение Афродиты».
- № 63 — доходный дом В. В. Маркозова (Е. И. Гонцкевич, 1909—1912).  7830785000

- № 65, литера А — доходный дом М. М. Екимова, модерн (архитектор В. И. Ван-дер-Гюхта, 1912—1913). Одним из первых жильцов здания был профессор А. Клоссовский. Первый этаж здания занимали коммерческие арендаторы, среди которых молочный магазин Гореловых, кожевенная мастерская Радоминского, в доме также был открыт кинотеатр. После Великой Отечественной войны дом надстроили двумя этажами. В середине XX века в здании жил литературовед Б. С. Мейлах[11][12].  7830786000
- № 67 (Кузнечный переулок, 22) — доходный дом Н. Кузнецовой (А. А. Каретниковой) (1835, архитектор Г. Ткаченко; 1838, архитектор А. В. Кокорев; 1872 , архитектор М. А. Макаров).  7830787000
- № 91 (Свечной пер., 27) — Доходный дом А. Л. Сагалова (архитектор А. Л. Лишневский, 1913—1914). Образец позднего «северного» модерна, вдохновлённый домом Пиентинена в Выборге[13].  7830790000

- № 99 — доходный дом (П. А. Чепыжникова, 1860).

- № 125 — доходный дом Э. Л. Петерсона, 1 половина XIX века, перестроен в 1905—1906 архитектором А. Л. Лишневским.  7830792000
- № 128а, дворовый участок — Крестовоздвиженский собор. Перестройка и расширение 1842—1844 годов осуществлялась по проекту В. Е. Моргана.  781520285470006
- № 135 — доходный дом П. А. Сальникова (техник Д. Г. Фомичев, 1904).  7830794000
- № 139 — доходный дом Прасковьи Степановны Курицыной, модерн (архитектор Б. Я. Зонн, 1908)[14].  7830795000
- № 146 — Особняк А. П. Волкова (академик архитектуры В. В. Штром, 1862)[15]. Вплоть до 1918 года — присутственное место, местоположение главы и чиновников Московской волости Петроградского уезда, в которую входили все сельские поселения в ближайших предместьях Петрограда на территории современных Красносельского, Кировского, Московского, Фрунзенского и Невского района.
- № 149 — доходный дом И. П. Павлова (архитектор Б. Я. Зонн, 1905, 1914).  781711205070005
- № 164 / Курская улица, 17 — доходный дом (архитектор Фёдор Павлов, 1901).
- № 236 — дом М. П. Куландиной (архитектор Н. И. Товстолес, 1902)[16].  7830155000
- № 251 — доходный дом Н. С. Полотнова (архитектор Н. И. Товтолес, 1911)[17].

- № 269 — Лиговские бани (архитектор Николай Демков, 1934)[18]. Комплекс был построен в стилистике ленинградского конструктивизма по типовому проекту «Баня пропускной способностью 500 человек в час». В 1961 году прошла реконструкция, в ходе которой два параллельно расположенных здания бани и прачечной были объединены двухэтажной пристройкой (со стороны Лиговского проспекта) и одноэтажным надземным переходом на уровне 2 этажа. Симметричная портальная композиция с витражным остеклением и двумя закругленными объемами лестничных клеток по углам служит важным акцентом в застройке Лиговского проспекта. По состоянию на 2023 год здание находится в частной собственности и не используется. КГИОП выдал разрешение на научно-исследовательские и изыскательские работы для приспособления здания под современное использование. В июле 2023 года ведомство постановило признать Лиговские бани региональным памятником культурного наследия[19].  7832281000
- № 275 к. 1 — доходный дом Антипа Ефремова, отца писателя-фантаста Ивана Ефремова (техник Н. И. Котович и гражданский инженер А. И. Зазерский, 1910—1911)[20].  7830157000
- № 275, правая часть — доходный дом Молодяшина в стиле модерн (архитектор А. И. Зазерский, 1911).
- № 295, правая часть — здание Александровской школы Ремесленного общества (архитектор Ф. И. Винтергальтер, 1873—1874).

После революции проспект был благоустроен.

## Транспорт
По названию проспекта названа станция метро «Лиговский проспект», открывшаяся в 1991 году. На углу проспекта и Обводного канала 30 декабря 2010 года открылась станция метро «Обводный канал».
Ранее по проспекту проходила выделенная трамвайная линия, проложенная в 1915—1916 годах. На участке от Московского вокзала до Обводного канала она шла по бульвару, усаженному липами. В январе 2007 года липы были срублены, на участке от Кузнечного переулка до 2-й Советской улицы были демонтированы трамвайные пути, по всему проспекту прекращено движение троллейбусов. Участок трамвайной линии от Кузнечного переулка до Расстанной улицы преобразован в выделенную полосу для движения всего общественного транспорта (как трамваев, так и автобусов). Открытие линии состоялось 17 ноября. Движение коммерческих автобусов по Лиговскому проспекту было прекращено. Это был первый в России опыт совмещения потоков движения трамваев и автобусов (а позже и троллейбусов), уже позже подобные решения начали появляться в Москве.
26 мая 2008 года на заседании в Смольном, посвящённом проекту программы развития наземного электрического транспорта до 2012 года этот проект был признан успешным.
19 июня 2023 года по Лиговскому проспекту запущено троллейбусное движение по маршруту № 42 на машинах с увеличенным автономным ходом, которые могут некоторое время проезжать без питания от контактной сети.

## Пересечения
- Улица Некрасова — Лиговский проспект примыкает к ней.
- Озерной переулок — примыкание.
- Ковенский переулок — примыкание.
- Улица Жуковского — примыкание.
- Переулок Ульяны Громовой — примыкание.
- 2-я Советская улица — примыкание.
- Площадь Восстания
- Невский проспект — пересечение.
- Гончарная улица — примыкание.
- Песковский переулок — примыкание.
- Лиговский переулок — примыкание.
- Кузнечный переулок — примыкание.
- Свечной переулок — примыкание.
- Разъезжая улица — примыкание.
- Улица Константина Заслонова — примыкание.
- Транспортный переулок — примыкание.
- Остропольский переулок — примыкание.
- Роменская улица — примыкание.
- Рязанский переулок — примыкание.
- Павлоградский переулок — примыкание.
- Улица Тюшина — примыкание.
- Набережная Обводного канала — пересечение.
- Курская улица — пересечение.
- Прилукская улица — пересечение.
- Расстанная улица — пересечение.
- Тосина улица — примыкание.
- Воздухоплавательная улица — примыкание.
- Ново-Рыбинская улица — примыкание.
- Барклаевская улица — примыкание.
- Цветочная улица — примыкание.
- Улица Коли Томчака — примыкание.
- Площадь Московские Ворота и Московский проспект — Лиговский проспект примыкает к ним.

## Список разрушенных исторических зданий

### Советское время
- Дом № 6 — Греческая площадь. В 1962 году для постройки концертного зала «Октябрьский» была снесена греческая посольская церковь Димитрия Солунского (1848—1851, архитектор Р. И. Кузьмин при участии Ф. Б. Нагеля).

### Постсоветское время
- Дом № 13 — дом Шаврина (1829, архитектор З. Ф. Краснопевков, 1866 перестройка П. И. Кудрявцева). Снесён в 2007 году ради строительства бизнес-центра «Греческий»[23]. Чтобы легализовать снос, КГИОП в 2004-м исключил дом из списка находящихся под охраной государства вновь выявленных объектов культурного наследия[24][25]. В 2011 на месте дома Шаврина была возведена новостройка, которую представители девелопера назвали «воссозданием». При этом к фасадной стенке, напоминающей исторический дом, был пристроен массивный объём с полным фасадным остеклением[26][27]. Эксперты и градозащитники назвали проект «издевательским» исполнением требования мэрии воссоздать фасад здания[28][29].

- Дома № 24, 26, 30, 34—36, 38, 42 были снесены в 1996 году для строительства комплекса «Высокоскоростных магистралей». Комплекс построен не был, долгое время эта территория пустовала, будучи огорожена забором. В народе получила название «Яма» из-за вырытого котлована. В начале 2007 года начата стройка торгово-развлекательного комплекса «Галерея». Комплекс работает с декабря 2010 года[30].

- Дом № 56 — дом Малозёмовой (1878, архитектор В. Ф. фон Геккер)[31][32]. Первый корпус дома (из четырёх) был признан аварийным, расселён и в январе—июле 2017 года снесён. Участок отдан под строительство здания гостиницы «Ибис», владеющей также соседним домом 54[33].

- Дом № 61 — дом Д. Д. Соколова, построенный им по собственному проекту в 1882—1883 годах. Дворовые флигели снесены в 2006 году, сам дом — в ноябре 2007 года (по заказу ООО «Строй-альянс» работы выполнила Ассоциация по сносу зданий[34]). Дома снесены ради строительства гостинично-офисного комплекса.
- Дом № 123 (угол с Рязанским переулком, 3) — бывшая фабрика. 2006 год, аварийный снос.

- Дом № 127 — особняк Н. С. Рыжкина (1883, архитектор И. П. Маас). Здание было расселено в постсоветское время, оставлено без кровли и с раскрытым контуром. К 2008 году превратилось в руины[35].

- Дом № 140 также был расселён и оставлен без кровли и с раскрытым контуром в постсоветское время. К 2008 году здание пришло в аварийное состояние[35].

- Дом № 153[35]
- Дом № 155/52[35]